# Isaac Anken
Isaac Anken, né le 25 mai 1885 à Satigny et décédé le 7 novembre 1945 à Genève, est un homme politique suisse membre du Parti radical-démocratique.

## Biographie
Après des études d'ingénieur agronome à Nancy, il devient adjoint au service de l'agriculture du canton de Genève en 1911 puis chef du service en 1920.
Élu conseiller d'État en 1936, il prend la tête du département de l'intérieur et de l'agriculture jusqu'à sa mort. Dans ce cadre, il prend une part active au remaniement parcellaire du canton et au drainage de la plaine de l'Aire et de celle de Sionnet. Il réorganise également l'enseignement agricole à l'école d'horticulture de Châtelaine et défend, au nom du Conseil d'État, les intérêts de l'agriculture genevoise dans le conflit franco-suisse relatif aux zones franches. Il participe par ailleurs activement à la Fédération cantonale des jardins ouvriers et à la création de l'association du Coin de terre.
Le chemin Isaac-Anken, à Vernier, porte son nom depuis 1953.